# Gondola (distrito)

localização do distrito de Gondola em Moçambique

Gondola é um distrito da província de Manica, em Moçambique, com sede na vila de Gondola. Tem limite, a norte com os distritos de Macossa e Bárue, a oeste com o distrito de Vanduzi, a sul com a cidade do Chimoio e com os distritos de Macate, e Búzi da província de Sofala, a leste com o distrito de Nhamatanda também da província de Sofala, e a nordeste com o distrito de Gorongosa ainda da província de Sofala. Com a criação do distrito de Macate em 2013, o distrito de Gondola perdeu os postos administrativos de Macate e Zembe
De acordo com o censo de 2007, o distrito tinha 262 412, o que representa um crescimento de 42% em relação aos 184 629 habitantes contabilizados no censo de 1997. O distrito tem uma área de 5 290 km², daqui resultando uma densidade populacional de 49,6 h/km² em 2007.

## Divisão administrativa
O distrito está dividido em quatro postos administrativos, Amatongas, Cafumpe, Gondola e Inchope, compostos pelas seguintes localidades:
- Posto Administrativo de Amatongas: 
  - Amatongas
  - Nhambonda
  - Pindanganga
- Posto Administrativo de Cafumpe: 
  - Benga
  - Chiungo
  - Cuzuana
- Posto Administrativo de Gondola: 
  - Gondola
- Posto Administrativo de Inchope: 
  - Doeroi
  - Inchope
  - Muda Serração